# Gran Asamblea Nacional de Turquía
La Gran Asamblea Nacional de Turquía (en turco: Türkiye Büyük Millet Meclisi, TBMM) o también conocida como Parlamento (en turco: Meclis) es el órgano unicameral que ostenta con carácter único las prerrogativas legislativas otorgadas por la Constitución turca. Fue fundada en Ankara el 23 de abril de 1920, en plena Guerra de Independencia turca. El parlamento fue fundamental en los esfuerzos de Mustafa Kemal Atatürk por fundar un nuevo Estado de los restos del Imperio otomano tras la ocupación de Constantinopla y la partición del Imperio otomano.

## Composición
Tiene 600 miembros que son elegidos para un mandato de cinco años por el Sistema D'Hondt, un sistema de representación de listas proporcionales para 85 distritos electorales que representan las 81 provincias administrativas de Turquía (Estambul está dividido en tres distritos electorales mientras que Ankara y Esmirna se dividen en dos cada uno por su gran población). Para evitar un parlamento sin mayoría y con excesiva fragmentación política, solo los partidos que obtengan al menos el 10% de los votos emitidos a nivel nacional en las elecciones legislativas parlamentarias tienen derecho de representación en el parlamento. Como resultado de este sistema, solo dos partidos fueron capaces de obtener este derecho durante las elecciones legislativas turcas de 2002 y tres en las elecciones de 2007. Pueden participar candidatos independentes, pero deben obtener al menos el 10 % de los votos en su circunscripción. Este umbral alto ha sido criticado internacionalmente, pero una denuncia ante el Tribunal Europeo de Derechos Humanos fue rechazada.

## El edificio de la Asamblea
El edificio que albergó por primera vez la Asamblea turca fue la sede de Ankara de Unión y Progreso, el partido político que derrocó al sultán Abdul Hamid II en 1909 en un esfuerzo por llevar la democracia al Imperio otomano. Actualmente es utilizado como local del Museo de la Guerra de la Independencia. El segundo edificio que alojaba el Parlamento también ha sido convertido en un museo, el Museo de la República. La Gran Asamblea Nacional se encuentra ahora en un moderno e imponente edificio en el barrio Bakanlıklar de Ankara.

## Historia

### Retirada de inmunidad parlamentaria a sus miembros 2016
En mayo de 2016 la Asamblea eliminó la inmunidad para los diputados, una medida que según los analistas puede afectar principalmente a los miembros del Partido Democrático de los Pueblos. La iniciativa fue aprobada por 376 de los 550 diputados, con lo que el cambio constitucional que requiere no necesita celebración de un referéndum. En noviembre de 2016 fueron detenidos 8 diputados del HDP, entre ellos los copresidentes Demirtas y Yuksekdag  acusados de "propaganda a favor de organización terrorista" y "colaboración con banda armada".

### Intento de golpe de Estado de 2016
En la noche del 15 al 16 de julio de 2016, durante un intento de golpe de Estado, la sede del Parlamento fue asediada y bombardeada por tanques de militares golpistas mientras se desarrollaba una sesión. Se registraron explosiones y disparos desde helicópteros, una de las mismas dejó daños materiales. El edificio fue evacuado y doce parlamentarios fallecieron.

## Lista de dirigentes de la Asamblea
|                          |    | Nombre                    | Nombramiento            | Cese                     | Partido                                |
| Gran Asamblea Nacional   |    |                           |                         |                          |                                        |
|                          | 1  | Mustafa Kemal Atatürk     | 24 de abril de 1920     | 29 de octubre de 1923    | Partido Republicano del Pueblo         |
|                          | 2  | Ali Fethi Okyar           | 1 de noviembre de 1923  | 22 de noviembre de 1924  | Partido Republicano del Pueblo         |
|                          | 3  | Kazım Özalp               | 26 de noviembre de 1924 | 1 de marzo de 1935       | Partido Republicano del Pueblo         |
|                          | 4  | Mustafa Abdülhalik Renda  | 1 de marzo de 1935      | 5 de agosto de 1946      | Partido Republicano del Pueblo         |
|                          | 5  | Kazım Karabekir           | 5 de agosto de 1946     | 26 de enero de 1948      | Partido Republicano del Pueblo         |
|                          | 6  | Ali Fuat Cebesoy          | 30 de enero de 1948     | 1 de noviembre de 1948   | Partido Republicano del Pueblo         |
|                          | 7  | Şükrü Saracoğlu           | 1 de noviembre de 1948  | 22 de mayo de 1950       | Partido Republicano del Pueblo         |
|                          | 8  | Refik Koraltan            | 22 de mayo de 1950      | 27 de mayo de 1960       | Partido Demócrata                      |
| Cámara de Representantes |    |                           |                         |                          |                                        |
|                          | 9  | Kazım Orbay               | 9 de enero de 1961      | 26 de octubre de 1961    | Sin partido                            |
| Asamblea Nacional        |    |                           |                         |                          |                                        |
|                          | 10 | Fuat Sirmen               | 1 de noviembre de 1961  | 10 de octubre de 1965    | Partido Republicano del Pueblo         |
|                          | 11 | Ferruh Bozbeyli           | 22 de octubre de 1965   | 1 de noviembre de 1970   | Partido de la Justicia                 |
|                          | 12 | Sabit Osman Avcı          | 26 de noviembre de 1970 | 14 de octubre de 1973    | Partido de la Justicia                 |
|                          | 13 | Kemal Güven               | 18 de diciembre de 1973 | 5 de junio de 1977       |                                        |
|                          | 14 | Cahit Karakaş             | 17 de noviembre de 1977 | 12 de septiembre de 1980 | Partido Republicano del Pueblo         |
| Asamblea Consultiva      |    |                           |                         |                          |                                        |
|                          | 15 | Sadi Irmak                | 27 de octubre de 1981   | 4 de diciembre de 1983   | Sin partido                            |
| Gran Asamblea Nacional   |    |                           |                         |                          |                                        |
|                          | 16 | Necmettin Karaduman       | 4 de diciembre de 1983  | 29 de noviembre de 1987  | Partido de la Madre Patria             |
|                          | 17 | Yıldırım Akbulut (1r cop) | 24 de diciembre de 1987 | 9 de noviembre de 1989   | Partido de la Madre Patria             |
|                          | 18 | İsmet Kaya Erdem          | 21 de noviembre de 1989 | 20 de octubre de 1991    | Partido de la Madre Patria             |
|                          | 19 | Hüsamettin Cindoruk       | 16 de noviembre de 1991 | 1 de octubre de 1995     | Partido del Verdadero Camino           |
|                          | 20 | İsmet Sezgin              | 18 de octubre de 1995   | 24 de diciembre de 1995  | Partido del Verdadero Camino           |
|                          | 21 | Mustafa Kalemli           | 25 de enero de 1996     | 30 de septiembre de 1997 | Partido de la Madre Patria             |
|                          | 22 | Hikmet Çetin              | 16 de octubre de 1997   | 18 de abril de 1999      | Partido Republicano del Pueblo         |
|                          | 23 | Yıldırım Akbulut (2ª vez) | 20 de mayo de 1999      | 30 de septiembre de 2000 | Partido de la Madre Patria             |
|                          | 24 | Ömer İzgi                 | 18 de octubre de 2000   | 3 de noviembre de 2002   | Partido de Acción Nacionalista         |
|                          | 25 | Bülent Arınç              | 19 de noviembre de 2002 | 22 de julio de 2007      | Partido de la Justicia y el Desarrollo |
|                          | 26 | Köksal Toptan             | 9 de agosto de 2007     | 9 de agosto de 2009      | Partido de la Justicia y el Desarrollo |
|                          | 27 | Mehmet Ali Şahin          | 9 de agosto de 2009     | 12 de junio de 2011      | Partido de la Justicia y el Desarrollo |
|                          | 28 | Cemil Çiçek               | 4 de julio de 2011      | 7 de junio de 2015       | Partido de la Justicia y el Desarrollo |
|                          | 29 | İsmet Yılmaz              | 1 de julio de 2015      | 1 de noviembre de 2015   | Partido de la Justicia y el Desarrollo |
|                          | 30 | İsmail Kahraman           | 22 de noviembre de 2015 | 9 de julio de 2018       | Partido de la Justicia y el Desarrollo |
|                          | 31 | Binali Yıldırım           | 12 de julio de 2018     | 18 de febrero de 2019    | Partido de la Justicia y el Desarrollo |
|                          | 32 | Mustafa Şentop            | 24 de febrero de 2019   | 2 de junio de 2023       | Partido de la Justicia y el Desarrollo |
|                          | 33 | Numan Kurtulmuş           | 7 de junio de 2023      | presente                 | Partido de la Justicia y el Desarrollo |

| Clave: | CHP | DP | AP | ANAP | DYP | MHP | AKP | Sin partido |